# Norbert Zeilberger
Norbert Zeilberger (* 1. August 1969 in Brunnenthal; † 17. August 2012 in Trogen AR) war ein österreichischer Organist, Cembalist und Pianist.

## Leben und Wirken
Der in Brunnenthal bei Schärding geborene Norbert Zeilberger studierte am Brucknerkonservatorium in Linz das Fach Orgel bei August Humer. Ab 1989 setzte er seine Studien an der Musikhochschule Wien mit den Fächern Kirchenmusik und Orgel bei Alfred Mitterhofer und Cembalo bei Wolfgang Glüxam und Gordon Murray fort. Der Abschluss seiner Studien gelang ihm jeweils mit Auszeichnung sowie Würdigungspreisen des Bundesministers.
Zeilberger gestaltete zahlreiche Konzerte und Aufnahmen, unter anderem mit den Alte-Musik-Ensembles Ars Antiqua Austria, Accentus Austria, moderntimes_1800, Armonico tributo Austria (Leitung Lorenz Duftschmid) sowie Chor und Orchester der J. S. Bach-Stiftung (Leitung Rudolf Lutz).
Seine Beschäftigung mit dem Wiener Hammerklavier widerspiegelte sich auch in seiner umfangreichen Sammlung historischer Wiener Flügel aus der Zeit der Anfänge des Klavierbaus bis weit in die Romantik hinein.
Norbert Zeilberger unterrichtete ab 1994 am Brucknerkonservatorium (ab 2004 Anton Bruckner Privatuniversität) in Linz und ab 2000 am Konservatorium der Stadt Wien. Von 1994 bis 2006 wirkte er als Organist in der evangelischen Pfarrgemeinde A.B. Wien-Hietzing.
Am 17. August 2012 verstarb Norbert Zeilberger bei einem Unglücksfall. Am 27. August 2012 wurde er in Schardenberg bestattet. Im November 2012 fanden zu seinen Ehren ein Gedenkgottesdienst im Alten Dom Linz und ein Gedenkkonzert in der Linzer Martin-Luther-Kirche statt.

## Preise und Ehrungen
- Norbert Zeilbergers Ersteinspielung der Sonaten von George Onslow für Violine und Fortepiano zusammen mit dem Geiger Ilia Korol wurde mit einem „Diapason d’or“ ausgezeichnet.

## Diskografie (Auswahl)
CDs
- Gregor Joseph Werner: Pro adventu. Quartette Nr. 2–6 & F-Dur, Cantilena pro Adventu „O Maria treib von dannen“, Cantilena de immaculate „Ihr blumenreichen Felder“, Cantilena pro Adventu „de immaculata conceptione“, Aria „pro Dominica prima Adventus“, Concerto a 5, Pastorale G-Dur für 2 Violinen. Alois Mühlnacher (Knabensopran), Markus Miesenberger (Tenor), Norbert Zeilberger (Orgel, Cembalo), Ars Antiqua Austria, Gunar Letzbor. Challenge, 2012.
- Joseph Balthasar Hochreither: Requiem. / Missa Jubilus sacer. Mit St. Florianer Sängerknaben und Ars Antiqua Austria, Ltg. Gunar Letzbor. Pan Classics 2012.
- Giovanni Antonio Pandolfi Mealli: Sonate a violino solo. Mit Gunar Letzbor, Ars Antiqua Austria. Arcana, 2010.
- Charles Mouthon: The Mystery of Sign. Mouthon – 10 Concerti à 5. (Für 2 Violinen, 2 Violen und Basso continuo.) Norbert Zeilberger (Orgel) mit Ars Antiqua Austria – Ensemble für Neue Barockmusik, Leitung: Gunar Letzbor. Challenge Classics, 2010.
- George Onslow: Violinsonaten opus 16. moderntimes_1800. (Norbert Zeilberger an einem Fortepiano von Albrecht Czernin, 2006 / süddeutsch, c. 1850 sowie Ilia Korol, Violine (anonym, norditalienisch, c. 1730).) Challenge Classics, 2008.[9]
- Cantadas de Pasión. Werke von Gaspar Sanz, Juan Hidalgo, Juan Cabanilles, Sebastián Durón u. a. Maria Luz Alvarez (Sopran), Norbert Zeilberger (Orgel), Accentus Austria, Leitung Thomas Wimmer. Arcana, 2005.
- Antonio Maria Bononcini: Cantate in Soprano, 1708. Mit Radu Marian und Ars Antiqua Austria, Ltg. Gunar Letzbor. Arcana, 2004.
- Antonio Caldara: XII Sinfonie a quattro. Mit Ars Antiqua Austria, Ltg. Gunar Letzbor. Arcana, 2003.
- Antonio Bertali: Prothimia Suavissima – Parte II. Mit Ars Antiqua Austria, Ltg. Gunar Letzbor. Arcana, 2003.
- Benedikt Anton Aufschnaiter: Dulcis fidium harmonia. Mit Ars Antiqua Austria, Ltg. Gunar Letzbor. Arcana, 2002.
- Les maitres de la vielle baroque. Werke von Dugue, Buterne, Dupuits, Naudot, Ravet, Marchand und Baton. Mit Matthias Loibner und Riccardo Delfino (Drehleier), Laurent Le Chenadec (Fagott), Thomas Wimmer (Viola da Gamba), Norbert Zeilberger (Cembalo). CPO, 2002.
- Misteris de dolor. Geistliche Gesänge aus Katalonien und spanische Instrumentalpolyphonie aus dem 16. und 17. Jahrhundert. Maria Luz Alvarez (Sopran), Norbert Zeilberger (Orgel), Accentus Austria, Leitung Thomas Wimmer. Pneuma, 2002.
- Georg Muffat: Nobilis juventus – Suites & Concertos. Norbert Zeilberger (Orgel und Cembalo), Armonico Tributo, Leitung Lorenz Duftschmid. CPO, 1999.[10]
- Codex Faenza: Instrumental Music of the Early 15th Century. Norbert Zeilberger (Orgel), mit Ensemble Unicorn, Ltg. Michael Posch. Naxos, 1998.
- Johann Joseph Fux: Concentus Musico-Instrumentalis. Norbert Zeilberger (Cembalo), mit Armonico Tributo Austria, Leitung Lorenz Duftschmid. Arcana, 1998.[11]
- Georg Philipp Telemann: Viola da Gamba – Concertos, Quatuor, Sonates avec basse de viole soliste. Norbert Zeilberger (Cembalo und Truhenorgel) mit Armonico Tributo Austria, Leitung Lorenz Duftschmid. Arcana, 1997.[12]

DVDs
- Johann Sebastian Bach: Kantaten BWV 1, 18, 22, 23, 26, 35, 42, 57, 61, 63, 66, 90, 93, 96, 97, 103, 108, 109, 125, 129, 135, 136, 138, 139, 140, 161, 173, 180, 185 und 191. Solisten, Chor und Orchester der J. S. Bach-Stiftung, Norbert Zeilberger (Orgel), Leitung: Rudolf Lutz. Je 1 DVD (mit Konzertmitschnitt, Einführungsworkshop und Reflexion). J. S. Bach-Stiftung / Gallus Media, bis 2012.[13]
  - Beispiel: Johann Sebastian Bach: Geist und Seele wird verwirret. Kantate am 12. Sonntag nach Trinitatis, BWV 35. Claude Eichenberger (Mezzosopran), Norbert Zeilberger (Orgel), Orchester der J. S. Bach-Stiftung, Leitung: Rudolf Lutz (Cembalo). Ulrike Landfester (Reflexion). DVD. J. S. Bach-Stiftung / Gallus Media, 2009.